# Cisne-de-pescoço-preto
O cisne-de-pescoço-preto (Cygnus melancoryphus) é uma ave anseriforme da família Anatidae típica do sul da América do Sul. A espécie pode figurar na lista das preciosidades ornitológicas. Distribuído pelo sul do Brasil e Chile, é também encontrado no Uruguai, Paraguai, Argentina, Terra do Fogo e Ilhas Malvinas. Sendo um pouco menor que seus parentes do hemisfério norte, o cisne-de-pescoço-preto atinge 1 m de comprimento; é todo branco, com exceção da cabeça e do pescoço, que são pretos. Tem uma carúncula vermelha sobre o bico e uma listra branca que corre dos olhos até a nuca.
O cisne-de-pescoço-preto é uma ave gregária e de hábitos sedentários. Vive perto de lagoas e, particularmente, próximo ao mar, alimentando-se de plantas aquáticas. É excessivamente arisco e, quando pressente o perigo, levanta voo com grande alarido. Desajeitado no andar, precisa correr alguma distância para levantar voo. Produz com as asas um ruído especial que, mesmo nos voos em bando, se mantém cadenciado, pois todos os elementos do grupo batem as asas ao mesmo tempo.

## Características
O cisne-de-pescoço-preto é uma ave que vive no sul da América do Sul, habitando lagos, lagunas e pântanos. É onívoro, alimentando-se de plantas aquáticas, sementes, vegetais, pequenos insetos e moluscos.
A temporada de reprodução começa em julho e estende-se até novembro. Os ninhos são normalmente construídos próximos à água, em vegetação grossa. Utilizam muitos paus e palhas para cobrirem os ovos. A fêmea põe entre três e seis ovos, que eclodem após 36 dias de incubação. A fêmea choca os ovos enquanto o macho preocupa-se em proteger o território. Os cisnes-de-pescoço-preto são muito bons pais. Por vezes é possível avistar os filhotes passeando montados nas costas dos pais.
A espécie tem uma expectativa de vida de aproximadamente 25 anos e não é considerada uma espécie ameaçada, sendo classificada pela IUCN como Pouco preocupante.

## Fotos

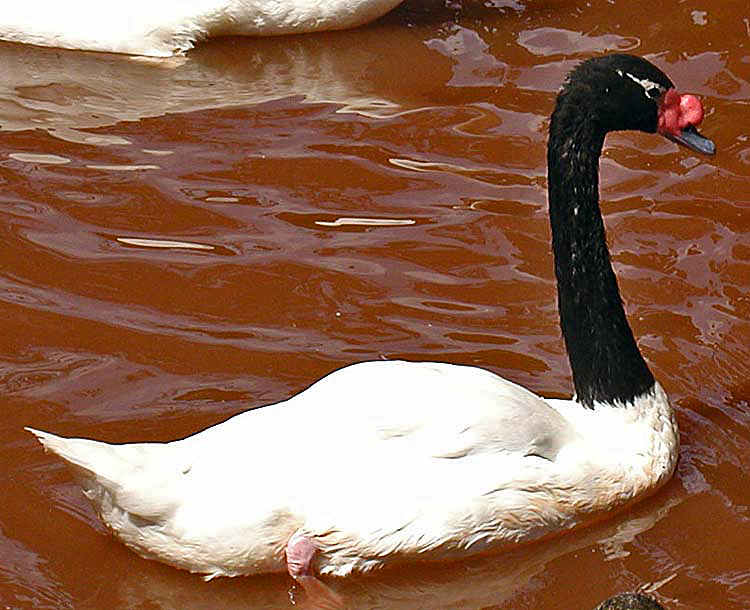
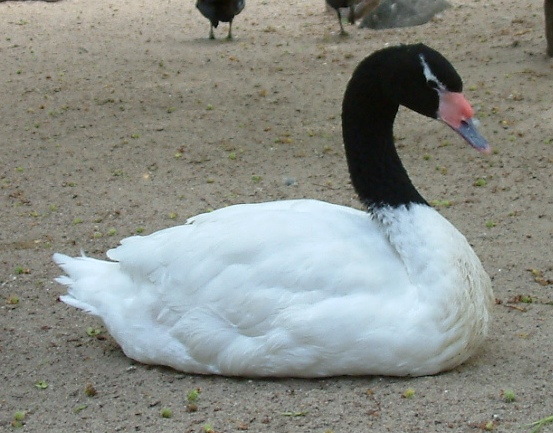
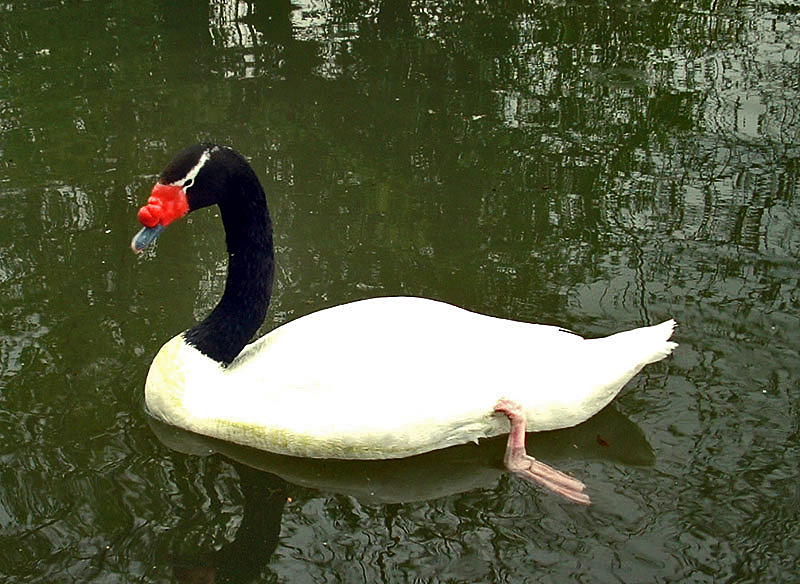
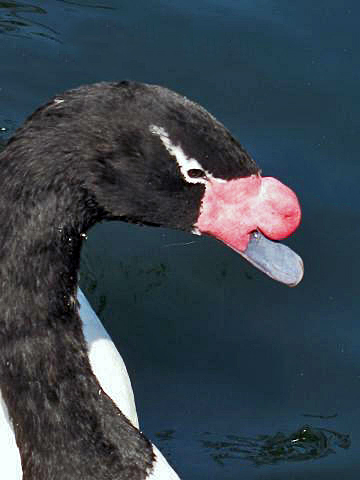
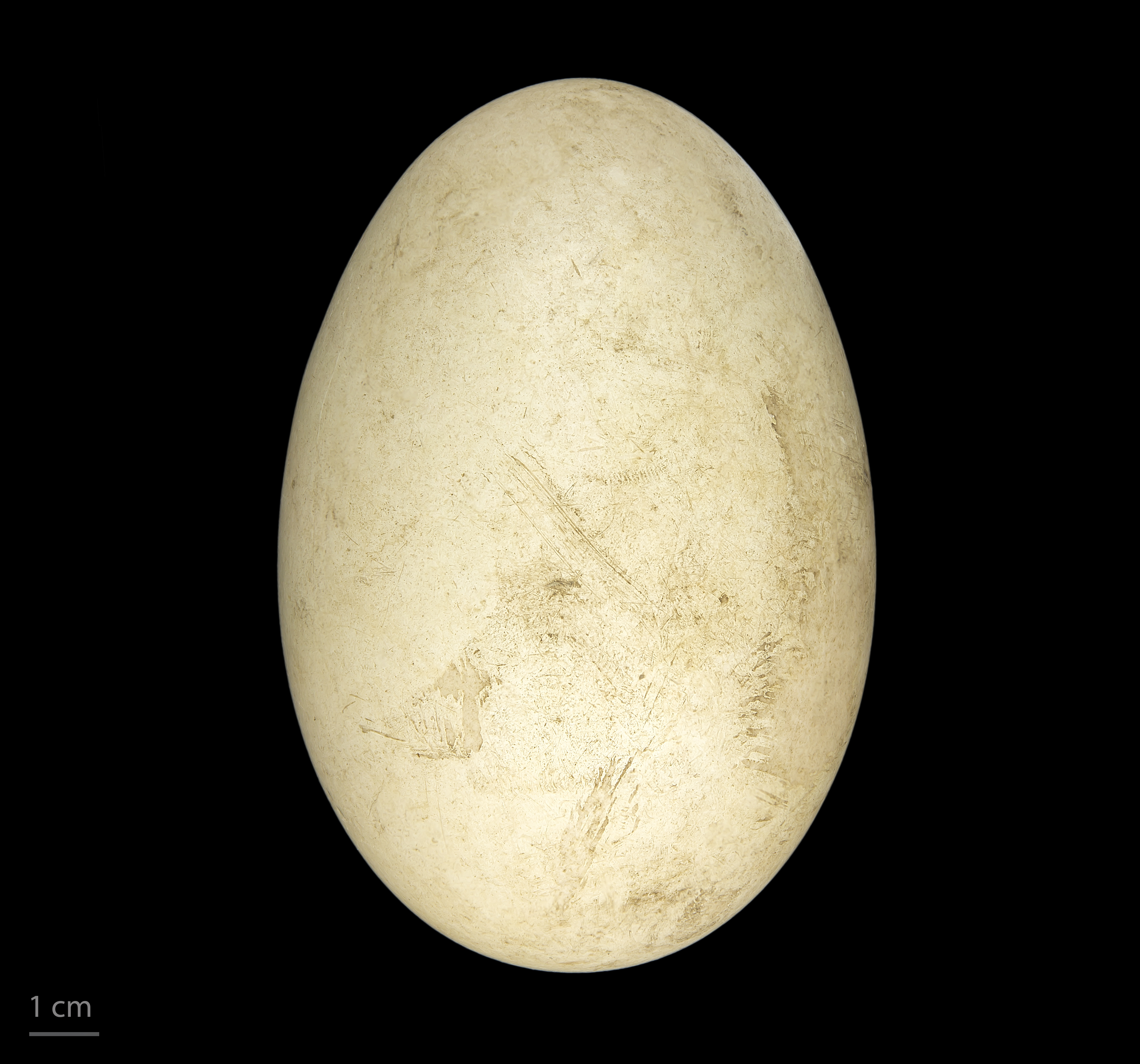
Cygnus melancoryphus - MHNT